# Madison (Wisconsin)
Madison è un comune (city) degli Stati Uniti d'America, capoluogo della contea di Dane, e capitale dello Stato del Wisconsin. La popolazione era di 233 209 persone al censimento del 2010, il che la rende la 2ª città più popolosa dello stato, dietro Milwaukee, e l'82ª città più popolosa della nazione.

## Geografia fisica
Madison è situata al centro della contea di Dane, nel Wisconsin centro-meridionale, 77 miglia a ovest di Milwaukee. Secondo lo United States Census Bureau, Madison ha una superficie totale di 219,3 km² (84,67 mi²), dei quali 44,65 km² (17,24 mi²) di acque interne.
Madison è spesso chiamata The City of Four Lakes ("la città dei quattro laghi"), perché intorno si trovano i laghi Mendota, Monona, Wingra e Waubesa e addirittura il centro della città è situato su un istmo compreso tra i laghi Mendota e Monona. I laghi sono collegati al lago Kegonsa attraverso il fiume Yahara. Infine lo Yahara scorre fino al Rock River e da qui al Mississippi.

## Storia
Le origini di Madison risalgono al 1829, quando l'ex giudice federale James Duane Doty aveva acquistato oltre un migliaio di acri (4 km²) di palude e forestale sull'istmo tra i laghi Mendota e Monona, con l'intenzione di costruire una città nella regione di quattro laghi. Quando il Territorio del Wisconsin era stato creato nel 1836 il legislatore territoriale venne convocato a Belmont. Uno dei compiti del legislatore fu quello di selezionare una posizione permanente per la capitale del territorio. Doty fece molta pressione per Madison come nuova capitale, offrendo vestiti di bisonte ai legislatori infreddoliti e la scelta di appezzamenti di terreno a Madison a prezzi scontati per gli elettori indecisi. James Slaughter decise di progettare due città nell'area, Madison e "The City of Four Lakes", vicino all'odierna Middleton.
Doty decise di dare il nome di Madison alla città in onore di James Madison, il quarto presidente degli Stati Uniti che era morto il 28 giugno 1836 e ha chiamato le strade per gli altri 39 firmatari della costituzione degli Stati Uniti d'America. Anche se la città esisteva solo sulla carta, il legislatore territoriale ha votato il 28 novembre in favore di Madison come sua capitale, in gran parte a causa della sua posizione a metà strada tra le nuove e crescenti città di tutto l'est di Milwaukee e la posizione strategica di lunga data di Prairie du Chien ad ovest, tra le molto popolate regioni minerarie del piombo, a sud-ovest e la città più antica del Wisconsin, Green Bay a nord-est. L'ammirazione dei padri fondatori per James Madison, che era appena morto, e avendo vie chiamate per ciascuno dei 39 firmatari della Costituzione, può avere anche contribuito ad attrarre voti.

### La creazione e l'espansione

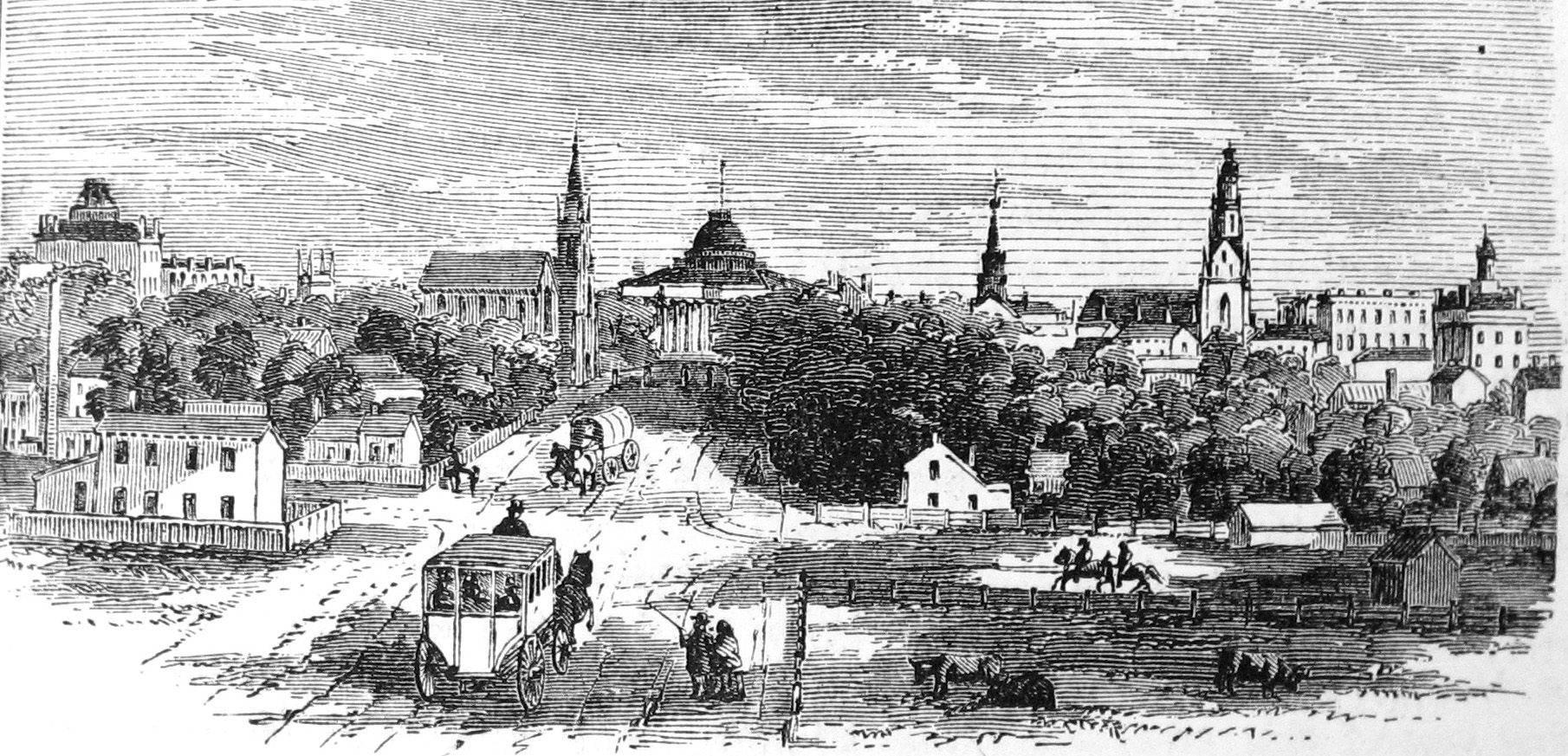
Vista del centro e del Campidoglio nel 1865

La pietra angolare per la capitale del Wisconsin fu posta nel 1837, e il primo incontro del legislatore avvenne lì nel 1838. Il 9 ottobre 1839, Kintzing Prichett ha registrato la progettazione di Madison presso l'ufficio del cancelliere della allora-territoriale contea di Dane. Madison fu incorporata come villaggio nel 1846, con una popolazione di 626 abitanti. Quando il Wisconsin divenne uno stato nel 1848, Madison rimase la capitale, e l'anno successivo è diventato il sito della Università del Wisconsin (oggi Università del Wisconsin-Madison). La Milwaukee & Mississippi Railroad (predecessore della Milwaukee Road) aveva connesso Madison nel 1854. Madison fu incorporata come città nel 1856, con una popolazione di 6 863 abitanti, lasciando il resto senza personalità giuridica come un separato Town di Madison. La capitale originale è stata sostituita nel 1863 e la seconda capitale bruciata nel 1904. La capitale attuale fu costruita tra il 1906 e il 1917.
Durante la guerra civile, Madison serviva come centro della Union Army nel Wisconsin. L'intersezione di Milwaukee, East Washington, Winnebago e North Streets è nota come Union Corners, perché una taverna si trova lì era l'ultima fermata per i soldati dell'Unione, prima di andare a combattere i Confederati. Camp Randall, sul lato ovest di Madison, è stato costruito e utilizzato come un campo di addestramento, un ospedale militare, e un campo di prigionia per i soldati Confederati. Dopo la fine della guerra, il sito di Camp Randall fu assorbito nella Università del Wisconsin e il Camp Randall Stadium fu costruito nel 1917. Nel 2004 l'ultima traccia di addestramento militare attivo sul sito è stato rimosso quando la ristrutturazione dello stadio ha sostituito un poligono di tiro usato per la formazione ROTC.
La City di Madison ha continuato annessioni dalla Town di Madison quasi dalla data dell'incorporazione della città, lasciando la raccolta di quest'ultimo di aree contigue oggetto di annessione. Sulla scia del continuo polemiche e uno sforzo nella legislatura dello stato di abolire semplicemente la città, è stato raggiunto un accordo nel 2003 per fornire per l'incorporazione delle restanti porzioni di città nella City di Madison e nella City di Fitchburg entro il 30 ottobre 2022.

## Cultura
Il Chazen Museum of Art è un museo d'arte. Conosciuto fino al 2005 come Elvehjem Museum of Art, si occupa di raccogliere opere di scopo pedagogico, ed è legato all'Università del Wisconsin-Madison.

## Società

### Evoluzione demografica
Secondo il censimento del 2010, c'erano 233 209 persone.

### Etnie e minoranze straniere
Secondo il censimento del 2010, la composizione etnica della città era formata dal 78,9% di bianchi, il 7,3% di afroamericani, lo 0,4% di nativi americani, il 7,4% di asiatici, il 2,9% di altre etnie, e il 3,1% di due o più etnie. Ispanici o latinos di qualunque etnia erano il 6,8% della popolazione.